# Harry Shum Jr.
Harry Shum Jr. (Limón (Costa Rica), 28 de abril de 1982) é um ator e dançarino norte-americano nascido na Costa Rica. É conhecido mundialmente devido ao personagem Mike Chang da série de TV Glee e também como Magnus Bane em Shadowhunters. Ele também já participou de filmes relacionados à dança como Stomp the Yard, You Got Served e Step Up 2: The Streets.

## Início
Harry Shum Jr. é filho de pais chineses e nasceu na cidade de Limón (Costa Rica). Seu pai é originário da província de Fujian, China e sua mãe nasceu em Hong Kong. Apesar da aparência oriental a primeira língua falada por Shum é o espanhol. "Eu sinto que tenho o melhor de tantos mundos. Falo chinês e espanhol. Espanhol é realmente a minha primeira língua antes de aprender Chinês e Inglês." Harry começou a dançar com colegas de uma alta escola de dança em São Francisco, Estados Unidos, e lá começou sua carreira em diversos estúdios da cidade.

## Carreira
A carreira profissional de Harry Shum Jr. como dançarino começou no ano de 2002 quando participou do BET's Comic View. Como bailarino, esteve no corpo de dança de artistas consagradas como Beyoncé, Mariah Carey, Jennifer Lopez e Jessica Simpson. Shum também apareceu como dançarino em diversos comerciais de TV, como o de lançamento do iPod.
Em 2009, Harry Shum Jr. ingressou no elenco da série de TV Glee, da Fox, interpretando Mike Chang. O personagem faz parte do time de futebol americano da escola do coral. Ele participa oficialmente do grupo após o terceiro episódio da série. Shum é destaque nas apresentações de dança do coral.
Shum participou em 2010 do filme Step Up 3-D, uma experiência de dança de rua filmada em tecnologia 3-D em Nova Iorque. O dançarino também é o principal coreógrafo do grupo Legion of Extraordinary Dancers.
Em 15 de maio de 2015, a presença de Shum foi confirmada na serie de TV Shadowhunters, como personagem Magnus Bane.

## Cinema
| Ano  | Filme                                            | Personagem                  |
| ---- | ------------------------------------------------ | --------------------------- |
| 2004 | You Got Served                                   | Dançarino                   |
| 2007 | Stomp The Yard                                   | Dançarino                   |
| 2008 | Step Up 2: The Streets                           | Cable                       |
| 2008 | Center Stage: Turn In Up                         | Dançarino                   |
| 2010 | Our Family Wedding                               | Harry                       |
| 2010 | Step Up 3-D                                      | Cable                       |
| 2011 | 3 Minutes                                        | Hunter #1                   |
| 2011 | Glee 3D Concert: The Movie                       | Mike Chang                  |
| 2012 | White Frog                                       | Chaz Young                  |
| 2014 | Moms' Night Out                                  |                             |
| 2014 | Revenge of the Green Dragons                     | Paul Wong                   |
| 2015 | Fire City: End of Days                           | Frank                       |
| 2016 | Crouching Tiger, Hidden Dragon: Sword of Destiny | Tiefang                     |
| 2018 | Crazy Rich Asians                                | Charlie Wu                  |
| 2020 | All My Life                                      | Solomon Chau (Protagonista) |

## TV
| Ano           | Programa                      | Personagem         | Notas |
| ------------- | ----------------------------- | ------------------ | --- |
| 2003          | Boston Public                 | Fletcher           | Episódio: "Chapter Sixty"                                                                                          |
| 2005          | Committed                     | Entregador         | Episódio: "The Apartment Episode"                                                                                  |
| 2007          | Viva Laughlin                 | Dançarino          | Episódio: "Pilot"                                                                                                  |
| 2008          | Zoey 101                      | Roy                | Episódio: "Trading Places"                                                                                         |
| 2008          | Rita Rocks                    | Zack               | Episódio: "Flirting with Disaster"                                                                                 |
| 2008          | Greek                         | Irmão de Omega Chi | 3 Episódios |
| 2008          | iCarly: iGo to Japan          | Yûki               | Episódio: "iGo to Japan"                                                                                           |
| 2009-2015     | Glee                          | Mike Chang         | (Elenco Recorrente na primeira, segunda, quinta e sexta temporada) (Elenco Regular na Terceira e quarta temporada) |
| 2011          | The Glee Project              | Ele mesmo          | 1º Temporada (Juiz)                                                                                                |
| 2016-2019     | Shadowhunters                 | Magnus Bane        | (Elenco Regular)                                                                                                   |
| 2019-2020     | Tell Me a Story               | Brendan            | (4 Episódios) |
| 2020          | Awkwafina Is Nora from Queens | Doc Hottie         | Episódio: "Grandma & Chill"                                                                                        |
| 2022-presente | Grey's Anatomy                |                    | |

## Outros trabalhos
| Ano  | Trabalho                                   | Descrição              |
| ---- | ------------------------------------------ | ---------------------- |
| 2007 | Karaoke Revolution Presents: American Idol | Participação Especial  |
| 2008 | Teen Choice Awards 2008                    | Produtor               |
| 2008 | Ellen's Even Bigger Really Big Show        | Co-Coreógrafo          |
| 2010 | The LXD                                    | Coreógrafo e dançarino |
| 2011 | 3 Minutes                                  | Ator                   |
| 2011 | Just Dance 3                               |                        |

## Prêmios/Indicações
| Ano  | Prêmio                                         | Categoria                                                                                             |
| ---- | ---------------------------------------------- | --- |
| 2009 | Screen Actors Guild Award                      | Elenco em Série Musical ou Comédia por Glee                                                           |
|      |                                                | |
| 2016 | Melhor Relação (dividido com Matthew Daddario) | Indicado pelo Casal Malec da série Shadowhunters pelo prêmio MTV Fadom Awards                         |
| 2017 | Melhor Beijo (dividido com Matthew Daddario)   | Indicado pelo Beijo da série Shadowhunters pelo prêmio da Teen Choices Awards                         |
| 2017 | Melhor Relação (dividido com Matthew Daddario) | Indicado pelo Relacionamento do Casal Malec da série Shadowhunters pelo prêmio da Teen Choices Awards |
| 2018 | Melhor Ator ( Male TV Star of the Year)        | Ganhou este premio pela sua participaçao em Shadowhunters pelo premio People's Choice Award           |
| 2023 | Óscar                                          | Melhor Filme (Best Picture Winner - Everything Everywhere All At Once)                                |